# Atractodes politus
Atractodes politus är en stekelart som först beskrevs av Léon Abel Provancher 1874.  Atractodes politus ingår i släktet Atractodes och familjen brokparasitsteklar. Inga underarter finns listade.